# Becky Skillman

Becky Skillman (2010)

Rebecca S. „Becky“ Skillman (* 26. September 1950 in Bedford, Lawrence County, Indiana) ist eine US-amerikanische Politikerin. Zwischen 2005 und 2013 war sie Vizegouverneurin des Bundesstaates Indiana.

## Werdegang
Becky Skillman absolvierte die Indiana Wesleyan University in Marion. Danach schlug sie als Mitglied der Republikanischen Partei eine politische Laufbahn ein. Seit 1977 bekleidete sie verschiedene Ämter in der Verwaltung des Lawrence County. 1992 wurde sie in den Senat von Indiana gewählt, in dem sie zum Caucus Chair der republikanischen Fraktion aufstieg.
Im Jahr 2004 wurde Skillman an der Seite von Mitch Daniels zur Vizegouverneurin von Indiana gewählt. Dieses Amt hatte sie nach einer Wiederwahl zwischen dem 10. Januar 2005 und dem 14. Januar 2013 inne. Dabei war sie Stellvertreterin des Gouverneurs und Vorsitzende des Staatssenats. Sie war gleichzeitig Leiterin der Behörde zur Förderung des Tourismus, der Energy Group und der Baubehörde ihres Staates (Indiana Housing and Community Development Authority) sowie des Landwirtschaftsministeriums. Für das Jahr 2012 strebte sie zunächst eine Kandidatur für das Gouverneursamt an, stieg dann aber aus den Vorwahlen aus.
Mit ihrem Mann Steve hat sie einen Sohn. 